# Miconia glomerata
Miconia glomerata är en tvåhjärtbladig växtart som beskrevs av José Jéronimo Triana. Miconia glomerata ingår i släktet Miconia och familjen Melastomataceae. Inga underarter finns listade i Catalogue of Life.